# MZKT-79221

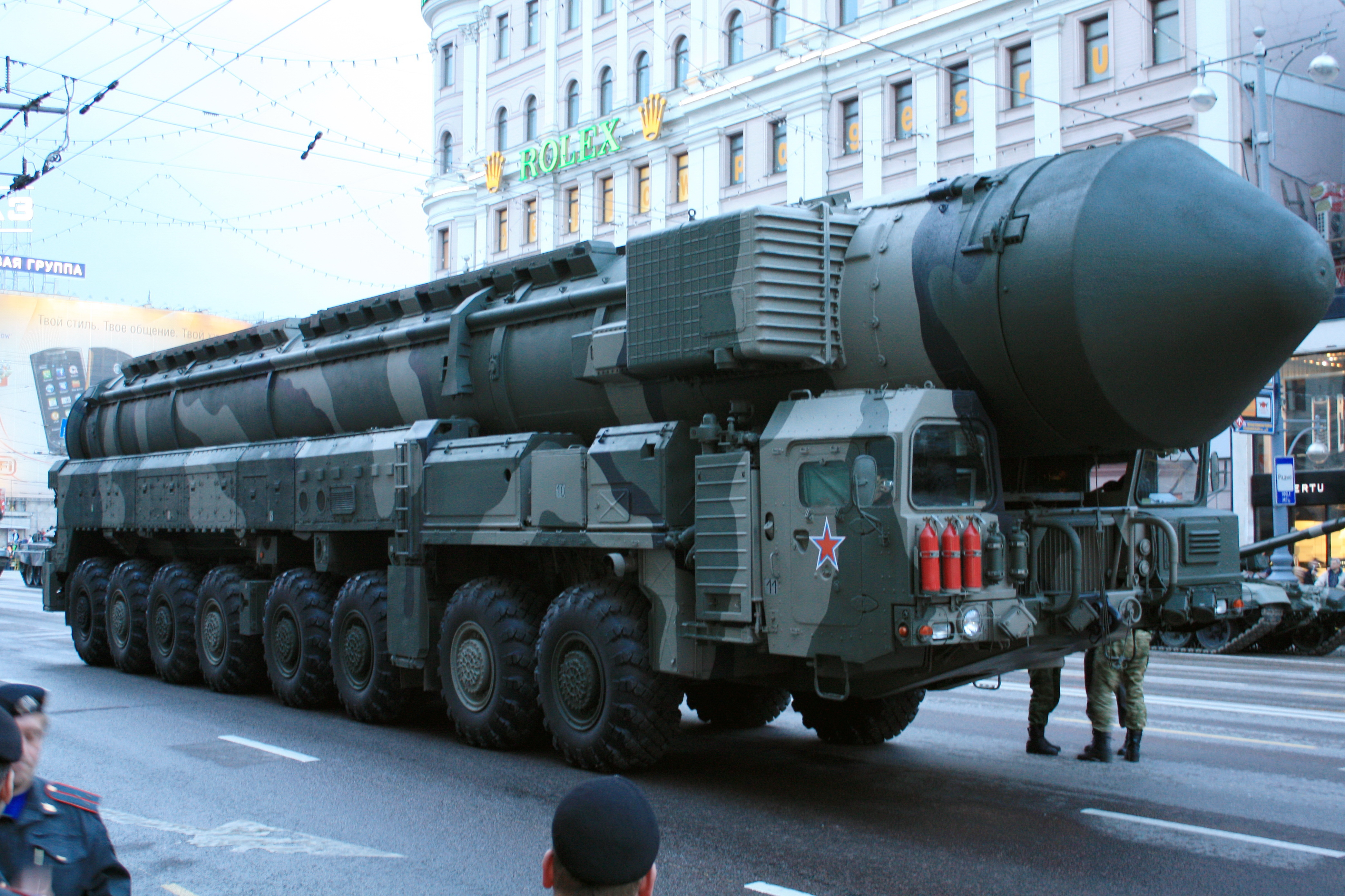
MZKT-79221 com um míssil Topol-M na parte superior

MZKT-79221 (Russo: МЗКТ-79221) é um caminhão lançador de mísseis ICBM com tração 16x16 do exército soviético e russo projetado e desenvolvido pelo escritório MZKT em Belarus.
Desenvolvido principalmente para uso como lançador móvel RT-2PM2 Topol-M ICBM, o modelo 79221 é similar ao MAZ-7917, mas tem oito eixos ao invés de sete. É alimentado por um motor diesel V12 YaMZ-847.1 de 800 cavalos de potência.